# Raby, New South Wales
Raby este o suburbie în Sydney, Australia.